# Korejská centrální zpravodajská agentura
Korejská centrální zpravodajská agentura (korejsky 조선중앙통신 – Čosŏn Čungangtchongsin, nebo 조선통신사 – Čosŏn Tchongsinsa) je státní zpravodajská agentura Severní Koreje. Byla založena 5. prosince 1946 a sídlí v hlavním městě Pchjongjangu. Zveřejňuje zprávy v souladu s přáním severokorejské vlády, respektive Korejské strany práce.
Na svých webových stránkách zveřejňuje články nejen v korejštině, ale také v angličtině, ruštině a španělštině.